# Fonográf
Fonográf är en ungersk musikgrupp. Den bildades på nyårsafton 1973 ur spillrorna från Illés (varifrån bröderna Levente och Szabolcs Szörényi samt János Bródy hämtades) och Tolcsvay Trio (László Tolcsvay och Mihály Móricz). Den kan ses som Ungerns första supergrupp. 
Det första album som spelades in av gruppen var Levente Szörényis soloalbum Utazás som kom ut 1974, men samma år kom även gruppens första gemensamma album Fonográf I. Gruppens stil är en något säregen blandning av rock och country med ungerskt stuk, under beskrivningen Country & Eastern. De huvudsakliga låtskrivarna L. Szörényi och Bródy byggde dock i stor utsträckning vidare på det man redan hade börjat kunna skönja på deras tidigare grupp Illés senare karriär. Fonográf spelade också ofta som back-up-band till andra ungerska artister, varav den kanske främst förekommande var sångerskan Zsuzsa Koncz. 
Sammanlagt gav Fonográf ut sex skivor. De första fem kom i rask takt under mitten och slutet av 70-talet, varefter gruppen gjorde ett uppehåll på ett par år då Bródy och Szörényi bland annat fokuserade på sitt ambitiösa rockoperaprojekt István A Király och gruppen dessutom gjorde en rad bejublade konsertframträdanden i samarbete med föregångargrupperna Illés och Tolcsvay Trio. Därefter återförenades man för ytterligare en skiva 1984. På denna skiva tar Tolcsvay ett större ansvar för låtskrivandet, främst beroende på att Szörényi och Bródy hade arbetat så hårt på rockoperan och inte hade tid att komponera så mycket nytt material.
Gruppen har aldrig officiellt upplösts men har inte spelat tillsammans mer än ytterst sporadiskt sedan 1984.

## Medlemmar
- Levente Szörényi: gitarr, mandolin, keyboard och sång
- János Bródy: steelgitarr, flöjt, gitarr och sång
- László Tolcsvay: keyboard, gitarr, banjo, flöjt och sång
- Szabolcs Szörényi: bas, keyboard och sång
- Mihály Móricz: gitarr, mandolin, keyboard, sång
- Oszkár Németh: trummor, percussion, sång

## Diskografi i urval
- Fonográf I (1974)
- Na mi újság, Wágner úr? (1975)
- FG-4 (1976)
- Edison (1977)
- Útközben (1978)
- Fonográf ...és vidéke (1979) - greatest hits-skiva med val från gruppens första fyra skivor samt från Levente Szörényis soloskiva
- Country and Eastern (1980) - best of med låtarna inspelade på engelska
- A Koncert (1981) - liveskiva tillsammans med Illés, Tolcsvay Trio och Zsuzsa Koncz
- Jelenkor (1984)
- A búcsú (1985) - liveskiva
- Használat előtt felrázandó (2000) - outgivna låtar och radioinspelningar